# Alberto Ascari

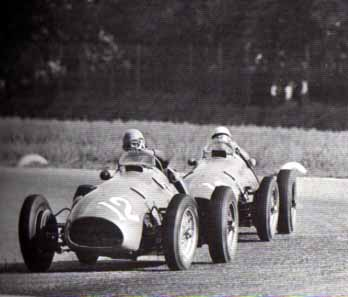
Alberto Ascari és Luigi Villoresi az 1952-es olasz futamon

Alberto Ascari (Milánó, 1918. július 13. – Monza, 1955. május 26.) olasz autóversenyző, a Formula–1-es világbajnokságot nyert két olasz versenyző egyike.

## Pályafutása

### Fiatalkora
Apja, Antonio Ascari autóversenyző az 1920-as években az Alfa Romeo színeiben versenyzett, és 1925-ben a francia nagydíjon halálos autóbalesetet szenvedett. Albertót családja próbálta lebeszélni arról, hogy édesapja nyomdokaiba lépjen, de nem tudták megakadályozni, hogy a gyorsaságnak szentelje életét. Pályafutását a Bianchi gyári csapatánál kezdte, mint motorversenyző, de hamar rájött, hogy nem tud ellenállni a négykerekűek csábításának.

### Világbajnoki versenyek a Formula–1-ben
A második világháború után a Maseratinál kezdett versenyezni. Csapattársa, Luigi Villoresi a mentorává és barátjává vált. 1946-ban a FIA megváltoztatta a verseny szabályait, ami jelentősen különbözött a háború előttiektől. A következő négy évben Ascari a teljesítményének tetején volt, sok versenyt nyert Európa-szerte. Az első nagydíját máris megnyerte az olaszországi San Remóban 1948-ban, és még ugyanebben az évben második helyezést ért el a brit nagydíjon is. Ascari a következő évben nyert egy másik versenyt is a csapattal. A legnagyobb sikereit azután érte el, miután Villoresi csatlakozott a Ferrari csapatához; ebben az évben még három versenyt nyert meg, és elnyerte az „Év autóversenyzője” címet, ami a Formula–1-es világbajnoki cím előzményének is tekinthető.
1950-ben a Ferrari elérte, hogy a Formula–1 világbajnokság debütáló évében az első versenyen, Monte Carlóban a csapat tagjai Ascari, Villoresi és a közkedvelt francia versenyző, Raymond Sommer legyenek. Ascari a versenyben a második lett, később az olasz nagydíjon, Monzában megosztva is a második helyen végzett. A bajnokságban csak az ötödik helyezést sikerült elcsípnie. A következő évben a Nürburgringen életében először végzett az első helyen. Ugyanebben az évben még Monzában is a dobogó legfelső fokára állhatott. A bajnokságot azonban Juan Manuel Fangio nyerte.
1952-ben Ascari a Formula–1 élmenői közül egyedüliként elindult a világbajnokságba beszámító, de az európai futamoktól szinte teljesen eltérő mezőnyt felvonultató indianapolisi 500-on, de nem sikerült célba érnie. Az év hátralévő részében a Ferrari Tipo 500-assal uralta a mezőnyt. Megnyerte mind a hat futamot, valamint mindegyik versenyen ő futotta a leggyorsabb kört. Majdnem megszerezte a maximális pontszámot, de mivel akkoriban a leggyorsabb körökért is pont járt, amiért egyszer osztoznia kellett, így egy fél ponttal lemaradt róla. Az 1953-as évad első három versenyét zsinórban megnyerte, ezzel együtt sorozatban kilenc könnyű győzelmet aratott. A sorozat a bajnokság negyedik futamán szakadt meg, Franciaországban, amikor nagy küzdelemben végül csak a negyedik lett. Az évben még két versenyt nyert, így megszerezte második világbajnoki címét.
Ezután elhagyta a Ferrarit, és a Lanciához szerződött, amelynek azonban csak a szezonzáró futamra lett rajtra kész az autója, addig privát Maseratival, illetve Ferrarival versenyzett, amikkel azonban nem volt esélye a bajnoki címre.

### Halála
Az 1955-ös év hasonlóan indult, mint az előző, és a monacói nagydíjon egy látványos balesetet szenvedett. Elvesztette uralmát az autó fölött, és a kikötőnél a tengerbe zuhant. Ezt még könnyebb sérülésekkel megúszta, de mint később kiderült, egy vérrög keletkezett a fejében. Egy héttel később a Ferrari a monzai pályára hívta tesztelni, azonban a harmadik körben súlyos balesetet szenvedett, melyben még a pályán életét vesztette. Pont ugyanannyi idősen hunyt el, mint példaképe, az édesapja. A kanyart, melyben halálát lelte, később róla nevezték el. A Nemzetközi Motorsportszövetség Hírességeinek Csarnoka halhatatlanjainak listájára 1992-ben került fel. Rómában utcát neveztek el róla.

## Teljes Formula–1-es eredménysorozata
(Táblázat értelmezése)

(Félkövér: pole-pozícióból indult; dőlt: leggyorsabb kört futott) 

| Év   | Csapat   | 1      | 2      | 3     | 4      | 5      | 6      | 7     | 8      | 9      | Helyezés | Pont        |
| ---- | -------- | ------ | ------ | ----- | ------ | ------ | ------ | ----- | ------ | ------ | -------- | ----------- |
| 1950 | Ferrari  | GBR    | MON 2  | 500   | SUI Ki | BEL 5  | FRA Ni | ITA 2 |        |        | 5.       | 11          |
| 1951 | Ferrari  | SUI 6  | 500    | BEL 2 | FRA 2  | GBR Ki | GER 1  | ITA 1 | ESP 4  |        | 2.       | 25 (28)     |
| 1952 | Ferrari  | SUI    | 500 Ki | BEL 1 | FRA 1  | GBR 1  | GER 1  | NED 1 | ITA 1  |        | 1.       | 36 (53.5)   |
| 1953 | Ferrari  | ARG 1  | 500    | NED 1 | BEL 1  | FRA 4  | GBR 1  | GER 8 | SUI 1  | ITA Ki | 1.       | 34.5 (46.5) |
| 1954 | Maserati | ARG    | 500    | BEL   | FRA Ki | GBR Ki | GER    | SUI   | ITA Ki | ESP Ki | 25.      | 1.14        |
| 1955 | Lancia   | ARG Ki | MON Ki | 500   | BEL    | NED    | GBR    | ITA   |        |        | –        | 0           |

## Fordítás
- Ez a szócikk részben vagy egészben  az   Alberto Ascari című angol Wikipédia-szócikk fordításán alapul.  Az eredeti cikk szerkesztőit annak laptörténete sorolja fel. Ez a jelzés csupán a megfogalmazás eredetét és a szerzői jogokat jelzi, nem szolgál a cikkben szereplő információk forrásmegjelöléseként.